# Beleuchtungsstange

Muster (Abweichung vom Wappen von Theodor Heinrich von Langen)

Die Beleuchtungsstange, oft auch als Erleuchtungsstange in der Literatur beschrieben, ist in der Heraldik eine gemeine Figur und recht selten. Die auch dafür benutzte Bezeichnung Tarsten scheint aber unzutreffend, denn damit wird in der Heraldik gelegentlich die Schalmei oder eine Tuba benannt.
Dargestellt wird paarig eine Wappenfigur, die im Oberwappen auf dem Wappenhelm einem breiten langen Rohr ähnelt, aus dem oben bis zu drei Flammen züngeln und auf etwa halber Höhe eine Flamme züngelt. Die Wappenfigur ist nur durch das Wappen von Theodor Heinrich von Langen – einem Angehörigen des Adels Langen – bekannt geworden.
Die Wappenbeschreibung des Wappens von Theodor Heinrich von Langen war ursprünglich: In Blau fünf rechtschräg absteigende goldene Wecken, auf dem Helm zwei goldene Erleuchtungsstangen (Anmerk. auch Beleuchtungsstangen) auf der Spitze mit drei, an der Seite mit einem brennenden, rötlichen Lichte.

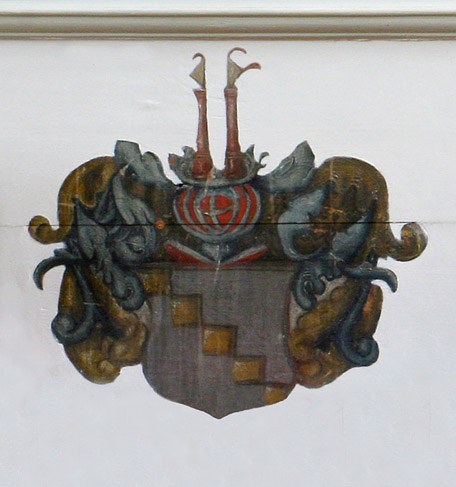
Wappen der Familie von Langen in der St. Bartholomäuskirche in Laumersheim